# 蘇格蘭文學
蘇格蘭文學是指蘇格蘭的作家或蘇格蘭人作家的文學作品，包括英語、蘇格蘭蓋爾語、低地蘇格蘭語、布立吞亞支、法語、拉丁語、諾恩語等語言的作品。現存最早的蘇格蘭文學作品出現在6世紀。

## 外部連結
- The Spread of Scottish Printing （页面存档备份，存于）, digitised items between 1508 and 1900